# Melitturga pictipes
Melitturga pictipes är en biart som beskrevs av Morawitz 1892. Melitturga pictipes ingår i släktet Melitturga och familjen grävbin. Inga underarter finns listade i Catalogue of Life.

## Bildgalleri

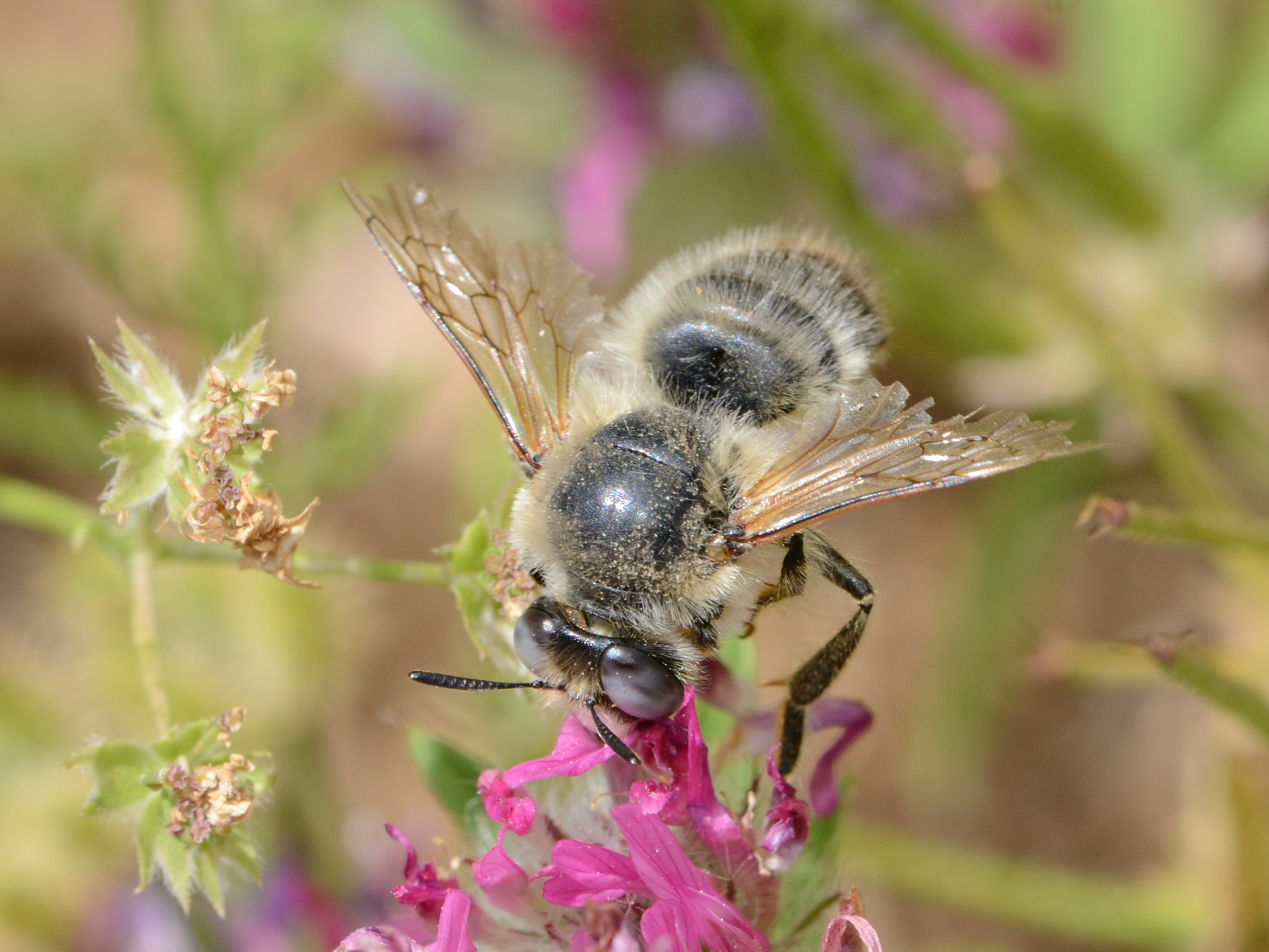
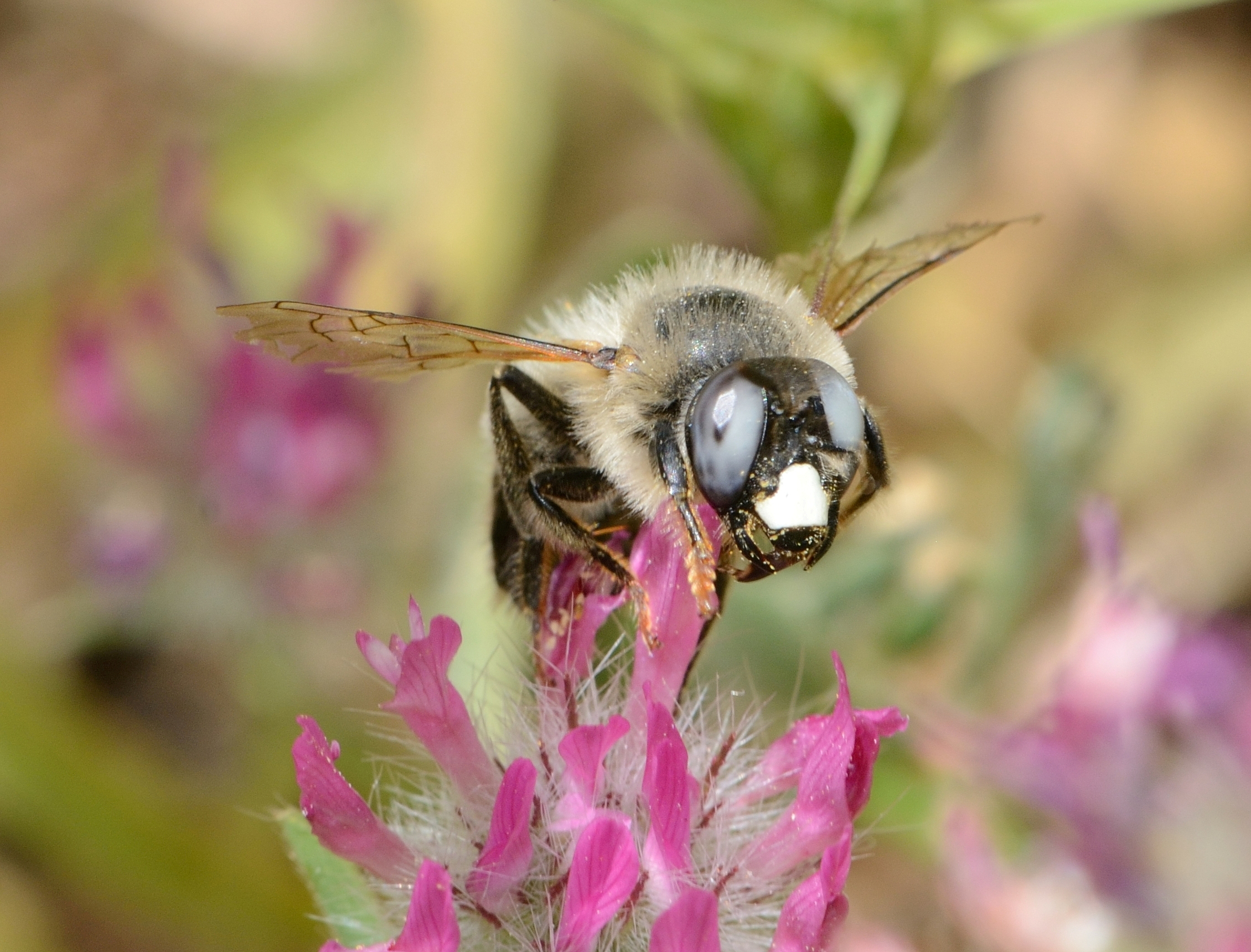
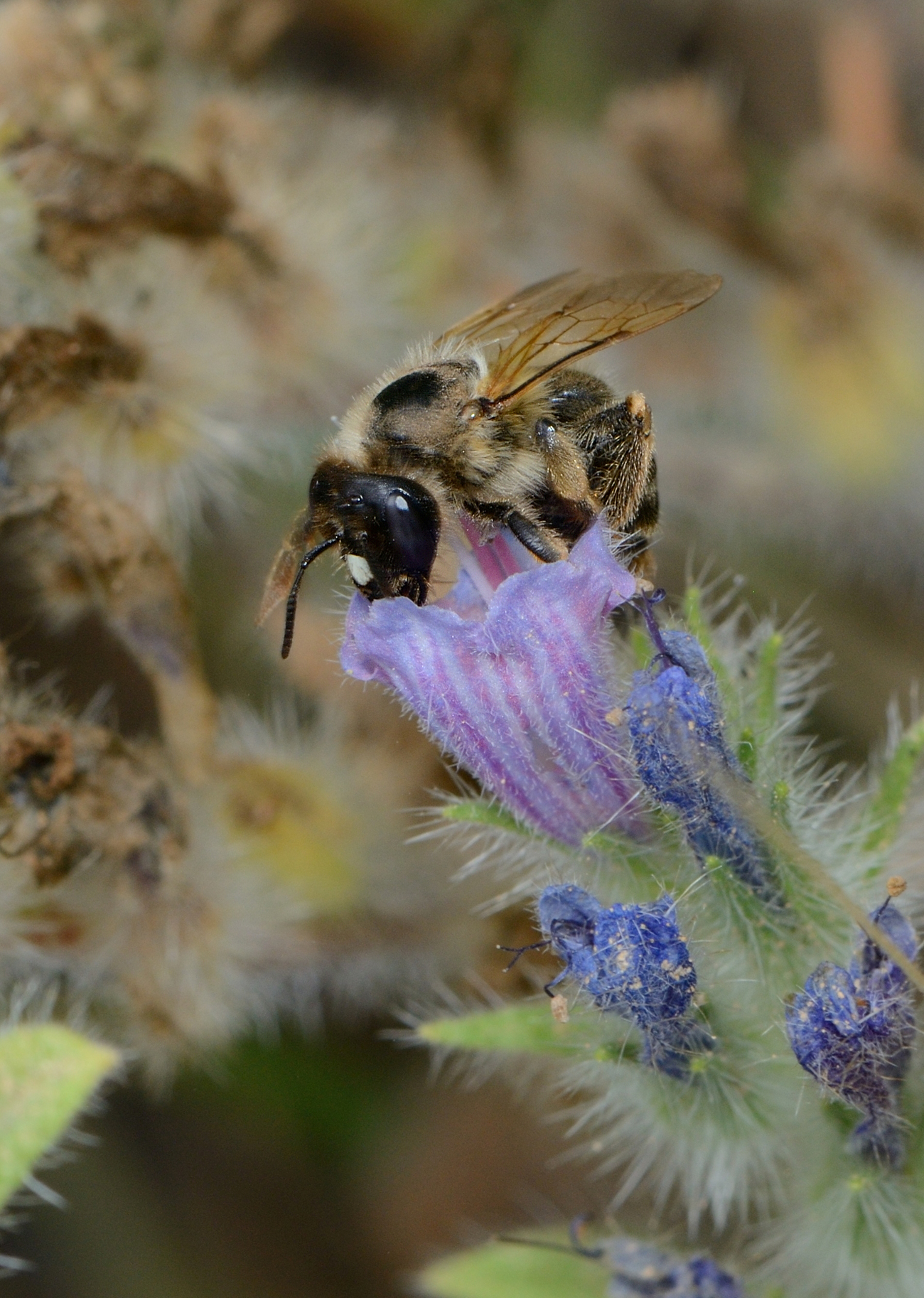